# Platypalpus tergestinus
Platypalpus tergestinus is een vliegensoort uit de familie van de Hybotidae. De wetenschappelijke naam van de soort is voor het eerst geldig gepubliceerd in 1860 door Egger.